# 한국염소축산업협회
한국염소축산업협회는 유휴산지 등을 이용한 염소의 호율적인 사육 및 유통비용절감을 통하여 소득증대와 국민 보건향상에 기여 목적으로 1994년 8월 23일 설립된 대한민국 농림수산식품부 소관의 사단법인이다. 사무실은 경상북도 경산시 진량읍 내리리, 대구대학교 동물자원과학과 내에 있다.

## 주요 사업
- 사육기술지도 및 경영지도
- 흑염소의 가격안정 및 유통체계 개선
- 흑염소 산업에 대한 정보수집 및 홍보
- 유휴산지이용 및 자급사료개발
- 정부기관 등으로부터 위탁받은 사업
- 기타 본회의 목적달성에 필요하다고 인정되는 사업